# HaMoshavastadion
HaMoshavastadion (Hebreeuws: אִצְטַדְיוֹן הַמוֹשָׁבָה) is een voetbalstadion in Petach Tikwa in Israël. Het biedt plaats aan 11.500 toeschouwers. De plannen voor het nieuwe stadion stammen uit 2007. Het kwam gereed in december 2011, op tijd om dienst te doen als een van de locaties voor het EK voor jeugdteams 2013. Het is de bedoeling het stadion nog verder uit te bouwen zodat er plaats komt voor 16.000 tot 20.000 mensen.